# Bámbola
Bámbola és una pel·lícula espanyola del 1996 dirigida per Bigas Luna.

## Argument
La pel·lícula narra la fixació sexual que sent Bámbola, una jove pagesa italiana interpretada per Valeria Marini, pel seu nuvi, un delinqüent brutal i sense escrúpols interpretat per Jorge Perugorría. Aquest, estant a presó, envia a la seva núvia uns calçotets com a mostra d'amor, sent correspost amb unes calces d'ella. Malgrat tenir diverses trobades homosexuals dins de la presó, a la seva sortida, dona regna a la seva energia sexual deixant a Bámbola en un estat d'estupor i confusió.

## Repartiment
- Valeria Marini - Mina, aka "Bambola"
- Stefano Dionisi - Flavio
- Jorge Perugorría - Furio
- Manuel Bandera - Settimio
- Antonino Iuorio - Ugo
- Anita Ekberg - Mare Greta

## Controvèrsia i crítica
Valeria Marini, protagonista de la pel·lícula, va acusar Bigas Luna d'incloure diverses escenes d'alt contingut eròtic sense la seva autorització, cosa que va significar que fos catalogada per a majors de 18 anys. Marini va amenaçar amb demanar el segrest del film després d'un primer passi en la 53a Mostra Internacional de Cinema de Venècia de 1996; festival, que malgrat presentar-se fora de concurs, li va costar diverses crítiques negatives.

## Recepció
La pel·lícula va rebre crítiques extremadament negatives. El crític de cinema Morando Morandini s'hi va referir com "la pel·lícula més ximple, boja i amateur de Bigas Luna", mentre que Paolo Mereghetti ra encara més dur, dient que "mai havia sortit d'una sala de cinema amb un malestar tant profund."